# Ģ

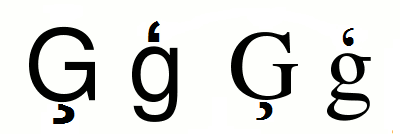
G con cedilla.

G con cedilla (Ģ, minúscula: ģ ) es una letra del alfabeto letón utilizada en la escritura de esta lengua. Hace la función de ser la variante sonora de Ķ.

## Codificación digital
Por razones técnicas históricas de la codificación informática de la G cedilla, esta se utiliza en la escritura del letón para representar la G con coma suscrita ⟨G̦g̒⟩ y su cedilla está representada por un trazó similar a una coma debajo de la letra mayúscula y una coma invertida encima de la minúscula en las fuentes adaptadas al letón.
Esto se debe a que originalmente el ASCII internacionalizado, el ISO/CEI 8859, consideraba la coma suscrita y la cedilla como variantes del mismo diacrítico. Actualmente se considera a la coma como diacrítico distinto.
La G cedilla aparece en el bloque latín B extendido de Unicode.
| Carácter      | Ģ                                   | Ģ                                   | ģ                                 | ģ                                 |
| ------------- | ----------------------------------- | ----------------------------------- | --------------------------------- | --------------------------------- |
| Unicode       | LATIN CAPITAL LETTER G WITH CEDILLA | LATIN CAPITAL LETTER G WITH CEDILLA | LATIN SMALL LETTER G WITH CEDILLA | LATIN SMALL LETTER G WITH CEDILLA |
| Codificación  | decimal                             | hex                                 | decimal                           | hex                               |
| Unicode       | 290                                 | U+0122                              | 291                               | U+0123                            |
| UTF-8         | 196 162                             | C4 A2                               | 196 163                           | C4 A3                             |
| Ref. numérica | &#290;                              | &#x122;                             | &#291;                            | &#x123;                           |